# Baby Fratelli
Baby Fratelli is een nummer van de Schotse rockband The Fratellis uit 2007. Het is de vijfde single van hun debuutalbum Costello Music.
"Baby Fratelli" werd een hit in het Verenigd Koninkrijk, waar het de 24e positie bereikte. Hoewel het daarbuiten nergens de hitlijsten bereikte, plaatste Time het nummer op de 10e positie in hun lijst "The 10 Best Songs of 2007".